# Du warst nie berückender
Du warst nie berückender, auch bekannt als Ein schönes Mädchen wie du (Originaltitel: You Were Never Lovelier), ist ein US-amerikanisches Filmmusical aus dem Jahr 1942 mit Fred Astaire und Rita Hayworth in den Hauptrollen. Der von Columbia Pictures produzierte Film wurde von Regisseur William A. Seiter inszeniert. Für die Songs wurden Jerome Kern und Johnny Mercer verpflichtet, die den Oscar-nominierten Song Dearly Beloved und I’m Old Fashioned beisteuerten.

## Handlung
Eduardo Acuña, Besitzer eines Hotels in Buenos Aires, hat es sich in den Kopf gesetzt, seine vier Töchter in der Reihe ihres Alters zu verheiraten. Julia, die älteste, soll daher zuerst heiraten, gefolgt von der schönen, jedoch bislang eher widerspenstigen Maria. Nachdem Julia geheiratet hat, wollen die beiden jüngsten Schwestern, Cecy und Lita, die jeweils bereits verlobt sind, dass Maria endlich einen Verehrer an Land zieht. Um das Herz seiner Tochter Männern gegenüber zu erweichen, beginnt Acuña, gefühlvolle Liebesbriefe zu verfassen und diese zusammen mit Orchideen an Maria überbringen zu lassen. Sie ist zunächst unbeeindruckt, doch steigert sich ihre Neugier auf den unbekannten Verehrer, als die feurigen Liebesschwüre regelmäßig eintreffen. Währenddessen versucht der Stepptänzer Robert Davis ein Engagement im Orchester seines alten Freundes Xavier Cugat in Acuñas Hotel zu ergattern, nachdem er sein Geld beim Pferderennen verloren hat. Dazu muss er jedoch Acuña von sich und seinem Talent überzeugen.
Als Acuña für einige Zeit verreisen muss, vergisst er dafür zu sorgen, dass seine Tochter auch während seiner Abwesenheit pünktlich die Blumen und Briefe erhält. Maria ist über deren Ausbleiben mehr als enttäuscht. Seines Versehens wird sich Acuña erst bei seiner Rückkehr bewusst, worauf er sofort einen besonders glühenden Brief schreibt. Zufällig wartet Robert Davis im Vorraum von Acuñas Büro und wird prompt zum Überbringer des Briefes und der Orchideen. In der Annahme, dass es sich bei Robert nicht nur um den Überbringer, sondern auch um ihren Verehrer handelt, verliebt sich Maria in ihn. Um zu vermeiden, dass Robert das Geheimnis der Briefe preisgibt, verspricht ihm Acuña ein Engagement unter der Bedingung, dass Robert die romantischen Illusionen von Maria zerstreut. Doch bei der nächsten Begegnung verliebt sich der Tänzer ebenfalls in diese und bringt es nicht über sich, ihr das Herz zu brechen. Marias Vater wird daraufhin ungeduldig. Bei einem Maskenball anlässlich seiner Silberhochzeit mit seiner Frau Delfina, verkündet er überraschend, dass Robert am nächsten Morgen nach New York verreisen müsse. Um ihre ältere Schwester doch noch unter die Haube zu bringen, beschließen Cecy und Lita, Robert eifersüchtig zu machen und ihn so zum Bleiben zu zwingen. Zu diesem Zweck überreden sie Acuñas Sekretär Fernando, sich während eines Tanzes zwischen Maria und Robert zu drängen. Doch Letzterer lässt sich das nicht bieten. Anschließend ziehen sich Maria und Robert in den Garten zurück und gestehen sich ihre Liebe.
Um den Tänzer doch noch loszuwerden, beschließt Acuña, seiner Tochter einen Abschiedsbrief in Roberts Namen zukommen zu lassen. Als er dabei ist, diesen Brief zu schreiben und dabei Marias Vorzüge vor sich hersäuselt, erscheint plötzlich seine Frau Delfina in seinem Arbeitszimmer. Diese ist sofort überzeugt, dass sich ihr Mann in eine andere Frau namens Maria verliebt hat, nämlich in Maria Castro, die zusammen mit ihrem Gatten Juan auf dem Ball zu Gast ist. Als Delfina ihren Mann der Untreue bezichtigt, fordert Juan diesen zu einem Duell heraus. Um eine Tragödie zu verhindern, bricht Robert sein Schweigen und erklärt die Situation. Als Maria erfährt, dass es nicht Robert war, der ihr die Liebesbriefe schrieb, sondern ihr Vater, stürmt sie gekränkt davon. Dieser Ausbruch ihrer Gefühle beweist ihrem Vater jedoch, dass sie Robert tatsächlich liebt, weswegen er ihn nicht länger verjagen will. Um Maria für sich zurückzugewinnen, schickt ihr Robert regelmäßig Orchideen als Zeichen seiner Liebe. Doch erst als Robert sich als Ritter in schillernder Rüstung verkleidet und auf einem Pferd unter ihrem Balkon erscheint, blüht ihr Interesse wieder auf. Als er mit seiner schweren Rüstung unglücklich vom Pferd fällt und Maria damit ungewollt zum Lachen bringt, läuft sie zu ihm hinunter. Sie versöhnen sich und besiegeln ihre Liebe mit einem Kuss.

## Hintergrund
Du warst nie berückender war der zweite und auch letzte gemeinsame Film von Fred Astaire und Rita Hayworth nach ihrer ersten sehr erfolgreichen Zusammenarbeit für Reich wirst du nie (1941). Während Reich wirst du nie noch vor dem Eintritt der Vereinigten Staaten in den Zweiten Weltkrieg veröffentlicht worden war und das Soldatenleben thematisierte, findet sich in Du warst nie berückender kein Hinweis auf das damals aktuelle Kriegsgeschehen. Um dem US-amerikanischen Publikum eine Realitätsflucht zu ermöglichen, wurde mit Buenos Aires zudem ein exotischer Schauplatz der Handlung gewählt. Gleichzeitig war es ein Versuch von Columbia Pictures – angesichts der schwindenden Einnahmen aus Europa seit Beginn des Kriegs –, den lateinamerikanischen Markt für sich zu gewinnen. Ursprünglich sollte der Originaltitel Carnival in Rio lauten. Doch als der Schauplatz nach Argentinien verlegt wurde, entschied man sich für You Were Never Lovelier. Als Vorlage diente dabei der argentinische Film Los martes orquídeas (1941), der im englischen Sprachraum unter dem Titel The Gay Señorita veröffentlicht wurde.
Während Astaire seine Songs selbst sang, wurde Hayworth bei ihren Liedern von der Sängerin Nan Wynn synchronisiert. Da Columbia Pictures für die Tanzproben keine geeignete Bühne zur Verfügung stand, wurden die Proben in den Saal eines nahegelegenen Beerdigungsinstituts verlegt. Wenn eine Trauerfeier abgehalten wurde, mussten die Proben daher immer wieder unterbrochen werden. Der Tanz zum Titelsong You Were Never Lovelier wurde nach einer Vorschau aus der Endfassung entfernt und nur ein kurzer Ausschnitt ist noch im US-amerikanischen Trailer des Films zu sehen.

## Musik- und Tanznummern

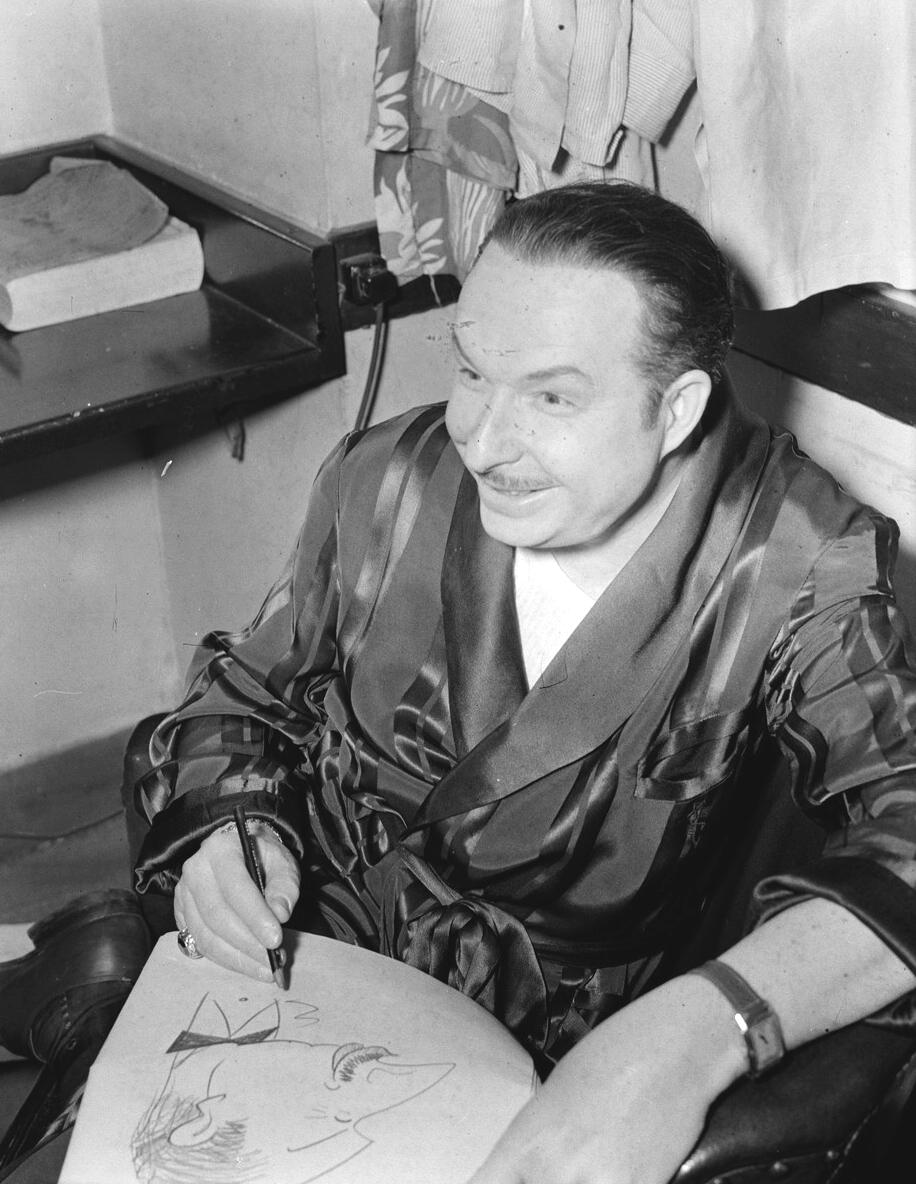
Bandleader Xavier Cugat beim Zeichnen einer Karikatur

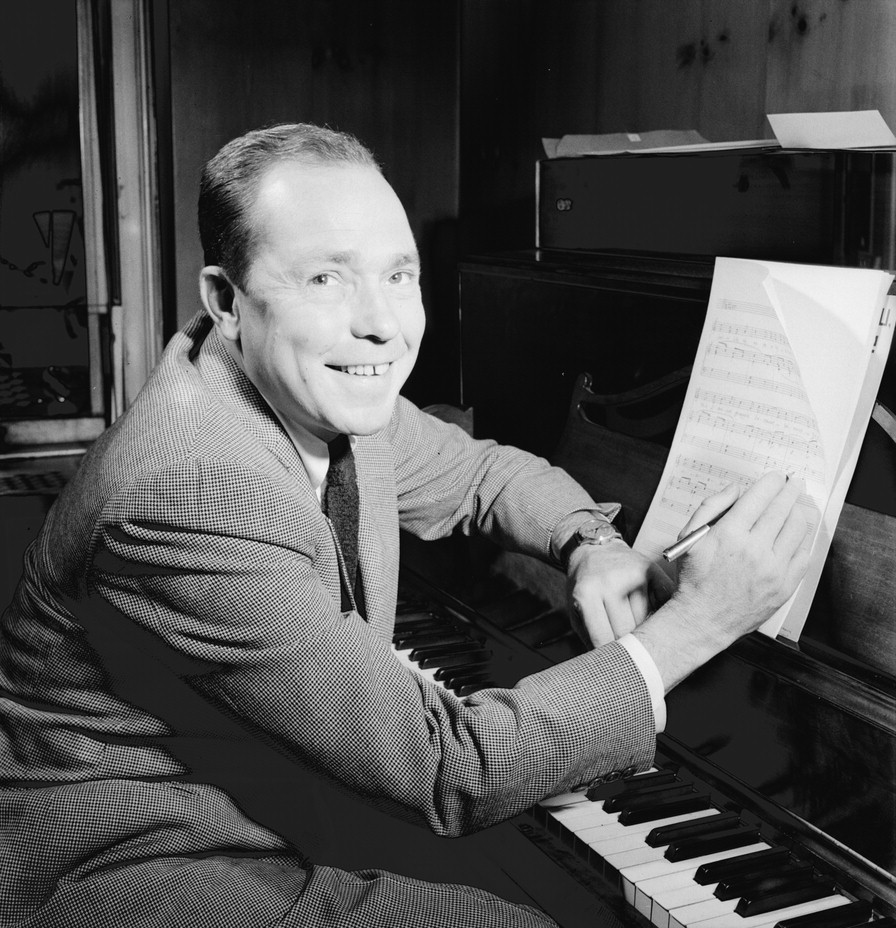
Liedtexter Johnny Mercer

- Chiu, Chiu (Nicanor Molinare): Xavier Cugat spielt mit seinem Orchester das spanischsprachige Lied Chiu, Chiu zu Samba-Rhythmen in Acuñas Hotel. Dazu singen Lina Romay, Miguelito Valdés und ein Chor.
- Dearly Beloved (Jerome Kern/Johnny Mercer): Auf der Hochzeit von Marias (Rita Hayworth) ältester Schwester singt Robert Davis (Fred Astaire) die gefühlvolle Ballade Dearly Beloved (dt.: „Innigst geliebt“). Später, als Maria Briefe von ihrem heimlichen Verehrer erhält, singt diese das Lied in ihrem Schlafzimmer, während sie sich in eleganten Bewegungen umzieht, bis sie sich in einem schwarzen Negligé verträumt auf ihr Bett sinken lässt.
- Audition Dance: Um Acuña von seinem Talent zu überzeugen und dadurch eine dauerhafte Anstellung zu ergattern, führt Robert mit Cugats Hilfe in Acuñas Büro eine Tanznummer auf, bei der er dynamisch zu lateinamerikanischer Musik durch das Zimmer steppt, dabei mehrere Gegenstände als Instrumente benutzt und auch auf Acuñas Schreibtisch tanzt.
- I’m Old Fashioned (Kern/Mercer): Als Robert im Smoking für ein Rendezvous mit Maria im Haus der Acuñas erscheint, geht Maria mit ihm kurz darauf in den Garten, wo sie ihm in einem schwarzen Abendkleid das Lied I’m Old Fashioned (dt.: „Ich bin altmodisch“) vorträgt und ihm damit ihr romantisches Gemüt offenbart. Dabei beginnen sie langsam im Wiegeschritt miteinander zu tanzen. Über mehrere Drehungen erhöht sich ihr Tempo und sie erreichen die Terrasse, wo sie dynamisch weitertanzen, bis sie wieder ins Haus zurückkehren.
- The Shorty George (Kern/Mercer): Als Maria Robert bei seinen Tanzproben mit Cugats Orchester besucht und er zu The Shorty George (dt.: „Der kurze George“) zu singen und zu tanzen beginnt, gesellt sich Maria spontan zu ihm auf die Tanzfläche, wo beide schwungvoll mit vielen Sprüngen und raumgreifenden Schritten nebeneinander steppen, bis sie sich in einer Umarmung in Richtung Ausgang bewegen.
- Wedding in the Spring (Kern/Mercer): Erneut kommen Cugats Orchester, Lina Romay, Miguelito Valdés und der Chor zu Wedding in the Spring (dt.: „Hochzeit im Frühling“) zum Einsatz, als anlässlich von Acuñas Silberhochzeit ein Kostümfest stattfindet. Die Gäste tanzen dabei im Kreis und auch Robert und Maria beginnen miteinander zu tanzen. Während Maria ein glitzerndes Abendkleid und einen Kamm mit spanischer Spitze trägt, der sogenannten „Peineta“, ist Robert in Smoking, Hut und Umhang gekleidet. Gemeinsam bewegen sie sich in Richtung Garten, wo Robert mit Maria unter vier Augen sprechen möchte.
- You Were Never Lovelier (Kern/Mercer): Im Garten versucht Robert Maria seine Liebe zu gestehen. Als er um die richtgen Worte ringt, stimmt er das titelgebende Lied You Were Never Lovelier (dt.: „Du warst nie lieblicher“) an, mit dem er Maria gesteht, wie hingerissen er von ihr ist. Daraufhin gibt ihm Maria einen Kuss.
- These Orchids (Kern/Mercer): Als Maria erfährt, dass nicht Robert, sondern ihr Vater ihr die Liebesbriefe geschrieben hat, will sie Robert nicht mehr sehen. Dieser schickt ihr daraufhin zahlreiche Orchideen, die er von vier Botenjungen überbringen lässt. Dabei singen diese den Song These Orchids (dt.: „Diese Orchideen“).
- Am Ende, als Maria bereit ist, Robert zu verzeihen, und in einem weißen Kleid mit Blütenornamenten zu ihm auf den Hof läuft, tanzen sie beschwingt zur Melodie von You Were Never Lovelier, worauf eine innige Umarmung und ein finaler Kuss folgen.

## Rezeption

### Veröffentlichung
Die Weltpremiere von Du warst nie berückender fand am 3. Dezember 1942 in New Yorks Radio City Music Hall statt. Die Kritiker waren sich zwar einig, dass die Handlung eher banal sei, doch lobten sie dafür die Songs von Jerome Kern und Johnny Mercer sowie die tänzerischen Fähigkeiten von Astaire und Hayworth. Wie bereits Reich wirst du nie war das Filmmusical sehr erfolgreich an den US-amerikanischen Kinokassen und machte Hayworth damit endgültig zum größten Star von Columbia Pictures. In Deutschland wurde der Film am 8. Juli 1949 zum ersten Mal in den Kinos gezeigt, allerdings im englischen Originalton mit deutschen Untertiteln. Erst für eine Fernsehausstrahlung unter dem Titel Ein schönes Mädchen wie du, die am 29. Januar 1984 im Rahmen einer Rita-Hayworth-Reihe des ZDF erfolgte, wurde der Film synchronisiert. Dabei liehen Eckart Dux und Viktoria Brams den beiden Hauptdarstellern ihre Stimmen.

### Kritiken

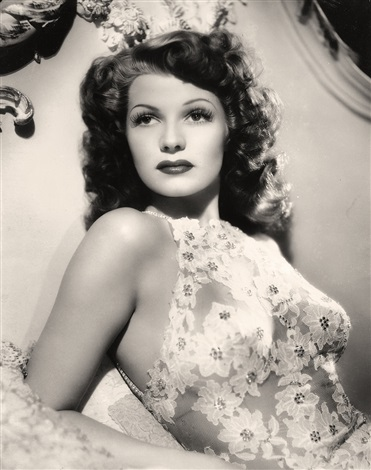
Rita Hayworth als Maria Acuña in einem von Kostümbildnerin Irene entworfenen Kleid (1942)

Für Bosley Crowther von der New York Times war Du warst nie berückender ein „fröhlich frivoler Spaß, bei dem Mr. Astaire und Miss Hayworth allein und auch zusammen sehr anmutig tanzen“. Beide würden zwar mehr mit dem Tanzen als dem Schauspielern überzeugen, doch liege das in der Natur der Sache. Der „liebliche Song“ I’m Old Fashioned hole aus ihnen „das Beste“ heraus. Fred Astaire vollführe zudem „eines der schwungvollsten Soli seiner Karriere zu einer Melange lateinamerikanischer Rhythmen“. Herausgekommen sei kurzum „leichte und charmante Unterhaltung“. Laut Time habe der Film seinerzeit „einen neuen Beweis“ geliefert, „dass Fred Astaire noch immer ein begnadeter Tänzer und begabter Komödiant ist und dass Rita Hayworth immer noch die hinreißenste Partnerin ist, die er je hatte“. Zwar sei Fred Astaires Tanzen „nicht so originell oder so herrlich gestaltet wie seine Glanzleistungen“, doch handle es sich immer noch um „die beste Tanzkunst der Filmlandschaft“. Die „graziöse“ Rita Hayworth sei wiederum „so reich an Liebreiz wie die gekonnte Kopie eines Renaissance-Gemäldes“.
Variety bezeichnete Du warst nie berückender als „realitätsferne Leinwandkost“. Es gebe „nicht den kleinsten Verweis auf den Krieg“ und das sei „Ausgleich genug für die Schwachstellen der Handlung“. Auch habe Rita Hayworth „nie zuvor entzückender ausgesehen oder mehr Talent bewiesen als hier“. Dem Hollywood Reporter zufolge liege der Schwerpunkt auf „einer federleichten Romanze, deren vorhersehbares Happy-End nie in Gefahr gerät“. Vergleichsweise spät hätten Astaire und Hayworth im Film ihren ersten gemeinsamen Tanz. Die Tanzeinlagen seien zwar „allesamt herrlich ausgeführt, aber nicht zahlreich genug […], um Fans zufriedenzustellen“.
Hal Erickson von All Movie Guide fand die Handlung des Films rückblickend „genauso banal wie seicht“ und empfahl: „Vergessen sie die Geschichte und genießen sie die Tänze von Astaire und Hayworth, die Musiknummern von Dirigent Xavier Cugat und die Filmmusik von Jerome Kern und Johnny Mercer mit Standards wie Dearly Beloved und I’m Old Fashioned“. Für das Lexikon des internationalen Films war Du warst nie berückender ein „Musical mit berühmten Songs von Jerome Kern, in dem Fred Astaire in einer seiner besten Solonummern brilliert“.

### Auszeichnungen
Bei der Oscarverleihung 1943 erhielt Du warst nie berückender drei Nominierungen für den Oscar in den Kategorien Bester Ton, Beste Filmmusik und Bester Song. In den beiden erstgenannten Kategorien konnte sich der Film Yankee Doodle Dandy behaupten. In der Kategorie Bester Song musste sich Kerns und Mercers Dearly Beloved Irving Berlins großem Hit White Christmas aus dem Film Musik, Musik geschlagen geben.

## Deutsche Fassung
Eine deutsche Synchronfassung entstand 1983 in München im Auftrag des ZDF. Für das Dialogbuch und die Synchronregie war Brigitte Theile zuständig.
| Rolle                | Darsteller      | Synchronsprecher  |
| -------------------- | --------------- | ----------------- |
| Robert Davis         | Fred Astaire    | Eckart Dux        |
| Maria Acuña          | Rita Hayworth   | Viktoria Brams    |
| Eduardo Acuña        | Adolphe Menjou  | Wolf Ackva        |
| Mrs. Maria Castro    | Isobel Elsom    | Franziska Bronnen |
| Cecy Acuña           | Leslie Brooks   | Heidi Treutler    |
| Lita Acuña           | Adele Mara      | Marina Köhler     |
| Fernando             | Gus Schilling   | Horst Raspe       |
| Mrs. Delfina Acuña   | Barbara Brown   | Kornelia Boje     |
| Juan Castro          | Douglas Leavitt | Bruno W. Pantel   |
| Xavier „Cugie“ Cugat | Xavier Cugat    | Michael Cramer    |
| Julia Acuña          | Catherine Craig | Manuela Renard    |